# Breidleria lindbergii
Breidleria lindbergii là một loài Rêu trong họ Hypnaceae. Loài này được (Mitt.) W. Schultze-Motel mô tả khoa học đầu tiên năm 1963.